# Johnny Townsend
John Frederick Townsend, detto Johnny (Indianapolis, 20 settembre 1916 – Indianapolis, 4 dicembre 2001), è stato un cestista statunitense, professionista nella NBL.
Era il nonno di Eric Montross.

## Carriera
Giocò per tre stagioni nella NBL, disputando complessivamente 34 partite con 7,2 punti di media.